# Fria (prefektura)
Fria – prefektura w zachodniej części Gwinei, w regionie Boké. Zajmuje powierzchnię 2016 km². W 1996 roku liczyła ok. 82 tys. mieszkańców. Siedzibą administracyjną prefektury jest miejscowość Fria.